# Università Souphanouvong
L’Università Souphanouvong è un'università in Laos, con sede a Luang Prabang.

## Storia
Fondata nel 1996, si chiamava inizialmente Università di Luang Prabang; la nuova denominazione è un omaggio al presidente laotiano Souphanouvong. È una delle cinque università nazionali del Paese e la quarta per grandezza.

## Struttura
L'università è strutturata in sei facoltà:
- Agraria e risorse forestali
- Architettura
- Economia e turismo
- Ingegneria
- Lingue
- Scienze della formazione

Gli uffici principali sono nove: ufficio amministrazione generale, ufficio finanza, ufficio alloggi, ufficio affari accademici, ufficio studenti e personale, ufficio pianificazione e coordinamento internazionale, ufficio servizi di ricerca, biblioteca e TIC.
Il bilancio dell'Università è assegnato dal governo centrale statale. Il budget aggiuntivo proviene da tasse universitarie, affitti delle strutture, contributi provinciali e comunitari, aiuti internazionali.
L'ateneo ha stabilito relazioni accademiche e rapporti di cooperazione con 33 università e altre istituzioni dei paesi vicini (Vietnam, Cina, Cambogia, Thailandia). Le principali attività di cooperazione si concentrano su scambi di studiosi e di studenti, su libri di biblioteche e forniture di computer, nonché sull'organizzazione comune di seminari, workshop e meeting internazionali.